# Maximilian Günther
Maximilian Günther (Oberstdorf, Bayern, Alemania; 2 de julio de 1997) es un piloto de automovilismo alemán-austríaco. Desempeñándose en monoplazas, ha corrido en Fórmula 3 Europea (resultando subcampeón en 2016), Fórmula 2 y Fórmula E, entre otras. En esta última, lo hace actualmente para Maserati MSG Racing.

## Carrera
Nacido en Oberstdorf, Günther comenzó su carrera en el karting 2007, donde se mantuvo hasta 2010, ganando la categoría KF3 de la ADAC Kart Masters.
En 2011, Günther compitió en la Fórmula BMW Talent Cup. En 2013 y 2014, compitió en la ADAC Formel Masters con el equipo Berlin-Brandenburg e.V., terminando 2.º en ambos campeonatos.
En 2015, Max debutó en la Fórmula 3 Europea, terminando 8.º en el clasificador final con una victoria. Al año siguiente, volvió a correr en la categoría, ganando cuatro carreras y terminando 2.º el campeonato, detrás del canandiense Lance Stroll. A fines de ese año, Günther fue premiado como el mejor piloto joven de Alemania del 2016 por la ADAC, debido al subcampeonato en la F3 Europea.
En febrero de 2017 se confirmó su continuidad en Prema en el campeonato europeo. Esa temporada acabó 3.º el campeonato con una victoria más de la temporada anterior.
Año año siguiente hizo en debut en FIA Fórmula 2. En la ronda debut, en Sakhir, el alemán fue segundo en la carrera 2. Obtuvo su primera y única victoria este campeonato en la segunda carrera de Silverstone, tras largar desde la punta. Fue remplazado en el equipo por el novato Dan Ticktum para la última fecha del campeonato. Finalmente terminó en la posición 14.
Participa actualmente de la temporada 2018-19 de Fórmula E con el equipo Dragon Racing. Tras correr en las tres primeras carreras sin sumar puntos, fue remplazado por Felipe Nasr en las tres rondas siguientes. Volvió a competir en el ePrix de Roma, y en la siguiente fecha logró sus primeros puntos, con un 5.º lugar. Repitió este resultado en Berlín, sumando así un total de 20 puntos para ser 17.º en el campeonato, varios puestos delante de su compañero de equipo. Para la siguiente edición del campeonato, pasó al equipo BMW i Andretti Motorsport, ocupando el asiento que pertenecía a António Félix da Costa. En la carrera 2 de Diriyah, Günther fue segundo en pista pero fue sancionado por adelantar durante auto de seguridad, lo que causó que pierda nueve puestos. Ganó la siguiente en Sanya y repitió en Berlín. Un segundo puesto en Marrakech fue su tercer podio y, al mismo tiempo, puesto en puntos. Finalizó el campeonato 9.º, varios puestos por delante de su compañero Alexander Sims.
Al año siguiente logró su tercera victoria en Fórmula E, en Nueva York. Con la partida de BMW del equipo, Gunther se marchó a Nissan e.dams para la temporada 2021-22. Tras una temporada sin buenos resultados, fue fichado por el nuevo equipo Maserati MSG Racing.

## Resumen de carrera
| Temporada | Categoría                                 | Equipo                       | Carreras     | Victorias    | Poles        | VR           | Podios       | Puntos       | Pos.         |
| --------- | ----------------------------------------- | ---------------------------- | ------------ | ------------ | ------------ | ------------ | ------------ | ------------ | ------------ |
| 2011      | Copa de Talentos de Fórmula BMW           | —                            | 16           | 2            | 0            | 2            | 14           | —            | 2.º          |
| 2013      | ADAC Fórmula Masters                      | ADAC Berlin-Brandenburg e.V. | 24           | 2            | 0            | 0            | 11           | 240          | 2.º          |
| 2014      | ADAC Fórmula Masters                      | ADAC Berlin-Brandenburg e.V. | 24           | 4            | 0            | 0            | 10           | 262          | 2.º          |
| 2015      | Campeonato Europeo de Fórmula 3 de la FIA | kfzteile24 Mücke Motorsport  | 27           | 1            | 0            | 0            | 2            | 150          | 8.º          |
| 2015      | Campeonato Europeo de Fórmula 3 de la FIA | Prema Powerteam              | 3            | 0            | 0            | 0            | 0            | 150          | 8.º          |
| 2016      | Campeonato Europeo de Fórmula 3 de la FIA | Prema Powerteam              | 30           | 4            | 7            | 4            | 13           | 320          | 2.º          |
| 2016      | Gran Premio de Macao                      | Prema Powerteam              | 1            | 0            | 0            | 0            | 0            | N/A          | DNF          |
| 2017      | Campeonato Europeo de Fórmula 3 de la FIA | Prema Powerteam              | 30           | 5            | 3            | 2            | 16           | 383          | 3.º          |
| 2018      | Campeonato de Fórmula 2 de la FIA         | BWT Arden                    | 22           | 1            | 0            | 0            | 2            | 41           | 14.º         |
| 2018-19   | Fórmula E                                 | Geox Dragon Racing           | 10           | 0            | 0            | 0            | 0            | 20           | 17.º         |
| 2019-20   | Fórmula E                                 | BMW i Andretti Motorsport    | 11           | 2            | 0            | 0            | 3            | 69           | 9.º          |
| 2020-21   | Fórmula E                                 | BMW i Andretti Motorsport    | 15           | 1            | 0            | 0            | 1            | 66           | 16.º         |
| 2021-22   | Fórmula E                                 | Nissan e.dams                | 16           | 0            | 0            | 0            | 0            | 6            | 19.º         |
| 2022-23   | Fórmula E                                 | Maserati MSG Racing          | 15           | 1            | 2            | 0            | 4            | 101          | 7.º          |
| 2023-24   | Fórmula E                                 | Maserati MSG Racing          | 16           | 1            | 0            | 0            | 2            | 73           | 8.º          |
| 2024-25   | Fórmula E                                 | DS Penske                    | Disputándose | Disputándose | Disputándose | Disputándose | Disputándose | Disputándose | Disputándose |
| Fuente:   |                                           |                              |              |              |              |              |              |              |              |

## Resultados

### Campeonato Europeo de Fórmula 3 de la FIA
(Clave) (negrita indica pole position) (cursiva indica vuelta rápida)

| Año     | Equipo                      | 1       | 2         | 3        | 4       | 5       | 6         | 7       | 8        | 9        | 10        | 11        | 12       | 13        | 14      | 15      | 16      | 17      | 18        | 19       | 20      | 21       | 22       | 23       | 24       | 25       | 26        | 27        | 28       | 29      | 30      | 31      | 32      | 33      | Pos. | Puntos |
| ------- | --------------------------- | ------- | --------- | -------- | ------- | ------- | --------- | ------- | -------- | -------- | --------- | --------- | -------- | --------- | ------- | ------- | ------- | ------- | --------- | -------- | ------- | -------- | -------- | -------- | -------- | -------- | --------- | --------- | -------- | ------- | ------- | ------- | ------- | ------- | ---- | ------ |
| 2015    | kfzteile24 Mücke Motorsport | SIL 1 9 | SIL 2 12  | SIL 3 21 | HOC 1 5 | HOC 2 4 | HOC 3 5   | PAU 1 4 | PAU 2 18 | PAU 3 2  | MNZ 1 Ret | MNZ 2 Ret | MNZ 3 10 | SPA 1 13  | SPA 2 7 | SPA 3 8 | NOR 1 4 | NOR 2 1 | NOR 3 Ret | ZAN 1 29 | ZAN 2 7 | ZAN 3 12 | RBR 1 20 | RBR 2 14 | RBR 3 19 | ALG 1 14 | ALG 2 14  | ALG 3 Ret | NÜR 1    | NÜR 2   | NÜR 3   |         |         |         | 8.º  | 150    |
| 2015    | Prema Powerteam             |         |           |          |         |         |           |         |          |          |           |           |          |           |         |         |         |         |           |          |         |          |          |          |          |          |           |           |          |         |         | HOC 1 4 | HOC 2 4 | HOC 3 6 | 8.º  | 150    |
| 2016    | Prema Powerteam             | LEC 1 5 | LEC 2 Ret | LEC 3 1  | HUN 1 5 | HUN 2 1 | HUN 3 Ret | PAU 1 3 | PAU 2 14 | PAU 3 13 | RBR 1 3   | RBR 2 6   | RBR 3    | NOR 1 Ret | NOR 2 3 | NOR 3 5 | ZAN 1 4 | ZAN 2   | ZAN 3 1   | SPA 1 2  | SPA 2 7 | SPA 3 6  | NÜR 1 2  | NÜR 2    | NÜR 3 1  | IMO 1 12 | IMO 2 Ret | IMO 3 12  | HOC 1 2  | HOC 2 8 | HOC 3 9 |         |         |         | 2.º  | 320    |
| 2017    | Prema Powerteam             | SIL 1 3 | SIL 2 4   | SIL 3 4  | MNZ 1 7 | MNZ 2 4 | MNZ 3     | PAU 1 3 | PAU 2 1  | PAU 3 1  | HUN 1     | HUN 2 6   | HUN 3 6  | NOR 1     | NOR 2 3 | NOR 3 2 | SPA 1 3 | SPA 2 3 | SPA 3 Ret | ZAN 1 3  | ZAN 2 7 | ZAN 3    | NÜR 1 12 | NÜR 2 13 | NÜR 3 7  | RBR 1 3  | RBR 2 7   | RBR 3 5   | HOC 1 10 | HOC 2   | HOC 3 1 |         |         |         | 3.º  | 383    |
| Fuente: |                             |         |           |          |         |         |           |         |          |          |           |           |          |           |         |         |         |         |           |          |         |          |          |          |          |          |           |           |          |         |         |         |         |         |      |        |

### Campeonato de Fórmula 2 de la FIA
(Clave) (negrita indica pole position) (cursiva indica vuelta rápida puntuable)

| Año  | Escudería | 1   | 1   | 2   | 2   | 3   | 3   | 4   | 4   | 5   | 5   | 6   | 6   | 7   | 7   | 8   | 8   | 9   | 9   | 10  | 10  | 11  | 11  | 12  | 12  | Pos. | Puntos | Ref.  |
| ---- | --------- | --- | --- | --- | --- | --- | --- | --- | --- | --- | --- | --- | --- | --- | --- | --- | --- | --- | --- | --- | --- | --- | --- | --- | --- | ---- | ------ | ----- |
| 2018 | BWT Arden | SAK | SAK | BAK | BAK | BAR | BAR | MON | MON | LEC | LEC | SPI | SPI | SIL | SIL | BUD | BUD | SPA | SPA | MNZ | MNZ | SOC | SOC | YMC | YMC | 14.º | 41     | [ 9 ] |
| 2018 | BWT Arden | 8   | 2   | Ret | 15† | Ret | 12  | 11  | 6   | 12  | 11  | 15  | 12  | 8   | 1   | 16  | Ret | 9   | 16  | 12  | 16  | 16† | 10  |     |     | 14.º | 41     | [ 9 ] |

### Fórmula E
(Clave) (negrita indica pole position) (cursiva indica vuelta rápida)

| Año     | Equipo                    | 1       | 2       | 3       | 4       | 5       | 6       | 7       | 8       | 9       | 10      | 11      | 12      | 13      | 14      | 15      | 16      | Pos. | Puntos |
| ------- | ------------------------- | ------- | ------- | ------- | ------- | ------- | ------- | ------- | ------- | ------- | ------- | ------- | ------- | ------- | ------- | ------- | ------- | ---- | ------ |
| 2018-19 | Geox Dragon               | ALD 15  | MAR 12  | SAN Ret | MEX     | HKG     | SNY     | ROM 16  | PAR 5   | MON Ret | BER 14  | BRN 5   | NYC Ret | NYC 19  |         |         |         | 17.º | 20     |
| 2019-20 | BMW i Andretti Motorsport | DIR 19  | DIR 11  | SAN 1   | MEX 11  | MAR 2   | BER DSQ | BER Ret | BER 1   | BER Ret | BER Ret | BER 12  |         |         |         |         |         | 9.º  | 69     |
| 2020-21 | BMW i Andretti Motorsport | DIR Ret | DIR Ret | ROM 9   | ROM 5   | VAL Ret | VAL 12  | MON 5   | PUE 12  | PUE 7   | NYC 1   | NYC 10  | LON 18  | LON 6   | BER 8   | BER 15  |         | 16.º | 66     |
| 2021-22 | Nissan e.dams             | DIR 12  | DIR 14  | MEX 9   | ROM Ret | ROM 11  | MON 17  | BER 18  | BER 16  | YAK 14  | MAR Ret | NYC 12  | NYC DSQ | LON 8   | LON 15  | SEÚ 11  | SEÚ Ret | 19.º | 6      |
| 2022-23 | Maserati MSG Racing       | MEX 11  | DIR WD  | DIR 19  | HYD 13  | CAB Ret | SÃO 11  | BER 3   | BER 6   | MON Ret | YAK 3   | YAK 1   | PRT 6   | ROM 3   | ROM 6   | LON 12  | LON 14  | 7.º  | 101    |
| 2023-24 | Maserati MSG Racing       | MEX 4   | DIR 7   | DIR 9   | SÃO 9   | TOK 1   | MIS 3   | MIS 12  | MON 9   | BER Ret | BER Ret | SHA 21  | SHA 8   | PRT Ret | PRT 8   | LON Ret | LON Ret | 8.º  | 73     |
| 2024-25 | DS Penske                 | SÃO 11  | MEX 6   | YED 1   | YED Ret | MIA 17  | MON 10  | MON 8   | TOK Ret | TOK 10  | SHA 1   | SHA Ret | YAK Ret | BER 6   | BER Ret | LON Ret | LON 7   | 10.º | 85     |
| Fuente: |                           |         |         |         |         |         |         |         |         |         |         |         |         |         |         |         |         |      |        |